# Хуснутдинов, Рустам Данилович
Рустам Данилович Хуснутдинов (род. 11 июля 1987, Караганда, Казахская ССР, СССР) — казахстанский шахматист, гроссмейстер (2009), тренер.
Окончил Карагандинский государственный университет имени Е. А. Букетова, специальность — математика.

## Биография
В шахматы в 4 года играть научил дедушка. Он же отвёл будущего гроссмейстера в 1993 году в шахматную секцию карагандинского Дворца пионеров. Первым и единственным тренером стал Олег Гарриевич Ринас. В 1996 году в 8 лет Рустам стал чемпионом Казахстана среди юношей до 10 лет. В 1999 году снова выиграл юниорский чемпионат РК до 12, и с рейтингом 2397 и в 11 лет стал мастером спорта. Норматив международного мастера выполнил в 17 лет. Окончив университет в 2008 году, стал играть как профессионал, участвуя в различных международных турнирах. В 2009-м году, в возрасте 22 лет, стал 14-м гроссмейстером среди казахстанцев.

## Достижения
- Участник чемпионатов мира среди юношей (наивысшее достижение — 6 место до 18 лет в 2005 г.);
- 2012 — Две серебряные медали на чемпионате Азии по блицу в команде и на 2 доске в городе Жаожуанг (Китай).
- 2014 — I место по блицу и III место в командном зачете на чемпионате Азии в Абу-Даби (ОАЭ);
- 2015 — Победитель турнира по быстрым шахматам в Индонезии, Джакарта;
- Неоднократный победитель блиц-турнира «Серебряный самовар» в Алматы[2].
- В марте 2016 года — золотая личная медаль по быстрым шахматам и бронза в команде по классике на Кубке азиатских наций в Абу-Даби (ОАЭ)[3].

## Тренерская деятельность
В 2011 году проработал в Академии шахмат Дармена Садвакасова в Астане. В 2013 году работал главным тренером мужской сборной Индонезии в Джакарте.
В 2017 году выиграл конкурс на должность главного тренера женской сборной Казахстана. Под его руководством сборная в сентябре впервые в истории победила на V Азиатских играх в закрытых помещениях в Ашхабаде (Туркменистан).

## Изменения рейтинга
| Графики недоступны из-за технических проблем. См. информацию на Фабрикаторе и на mediawiki.org. |